# Coptotermes testaceus
Coptotermes testaceus is een termiet uit de familie Rhinotermitidae. De wetenschappelijke naam van de soort werd als Hemerobius testaceus in 1758 gepubliceerd door Carl Linnaeus.